# ペルシアのシビュラ

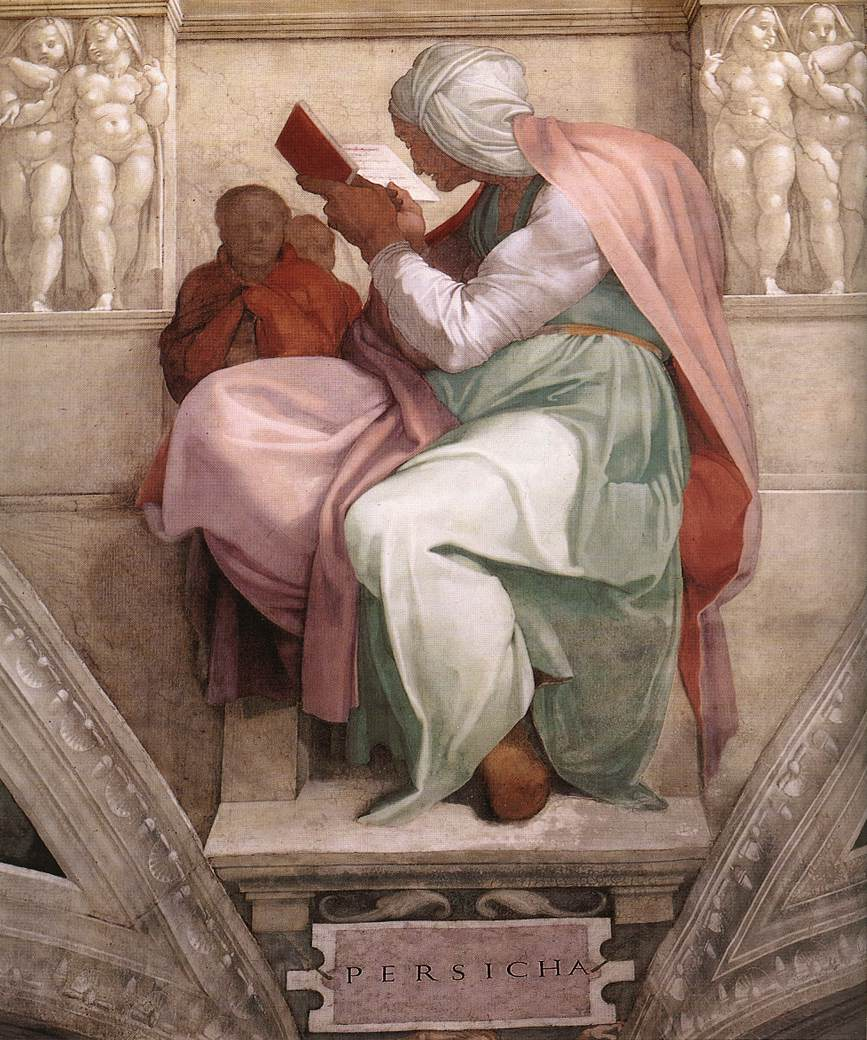
ミケランジェロ・ブオナローティ『ペルシアの巫女』。1511年。ローマのシスティーナ礼拝堂天井画。

ペルシアのシビュラ（古希: Περσική Σίβυλλα, 英: Persian Sibyl）は、ギリシア神話およびローマ神話に登場する、アポローンの神託を告げる巫女、シビュラの1人である。

## 概要
シビュラとはもともと固有名詞であったが、早くから複数のシビュラが各地にいたと考えられた。たとえば、3世紀から4世紀頃の初期キリスト教の著述家ルキウス・カエキリウス・フィルミアヌス・ラクタンティウスが引用した古代ローマの学者マルクス・テレンティウス・ウァッロは様々な地域に10人のシビュラが存在したと述べた。ウァッロは各地のシビュラについて挙げていく中で最初にペルシアのシビュラを挙げ、ニカノール（Nικάνωρ）という人物がマケドニアのアレクサンドロス大王の歴史を書いた際に言及したと述べた。ちなみに他のシビュラは、リビュアのシビュラ、デルポイのシビュラ、キンメリアのシビュラのシビュラ、エリュトライのシビュラ、サモスのシビュラ、クーマエのシビュラ、ヘレースポントスのシビュラ、プリュギアのシビュラ、ティーブルのシビュラであった。
ペルシアのシビュラはその出身や呼び名について多くの異説があったようである。旅行家パウサニアースはオリエント世界にシビュラがいたとする伝説について触れ、デルポイのシビュラやクーマエのシビュラの後にヘブライ人の中にシビュラが現れたと述べた。彼女はベーロソスとエリュマンテーの娘で、サッペーという名前であった。しかしバビュロン出身あるいはエジプト出身とする説もあったという。
さらに10世紀にまとめられた辞典『スーダ』はカルデアのシビュラの項目でいくつかの別名について挙げ、ヘブライ人のシビュラ、あるいはペルシアのシビュラとも呼ばれると述べた。『スーダ』によるとカルデアのシビュラは『旧約聖書』に登場するノアの末裔にあたり、名をサムベテといい、24冊あった著作はあらゆる人種と地域を網羅し、アレクサンドロス大王やイエス・キリストについて数多くの予言を残したという。

## ギャラリー

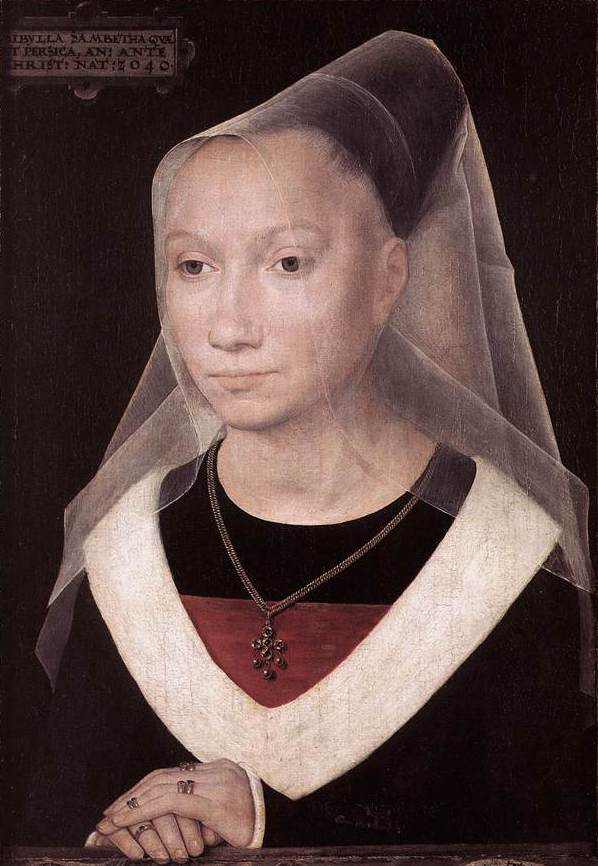
ハンス・メムリンク『シビュラのサムベテ』1480年頃 シント・ヤンショシュピタール美術館（オランダ語版）所蔵
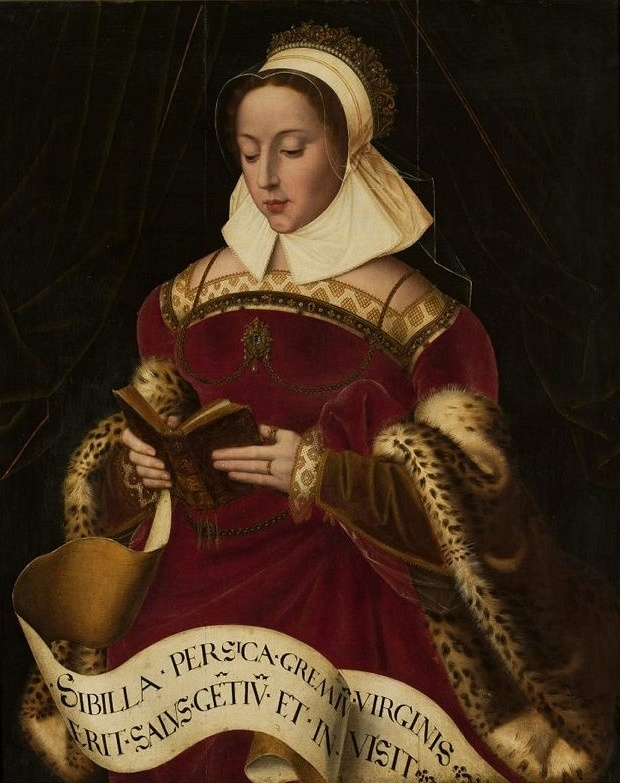
アンブロシウス・ベンソン『ペルシアのシビュラ』1530年代 ワルシャワ国立美術館所蔵
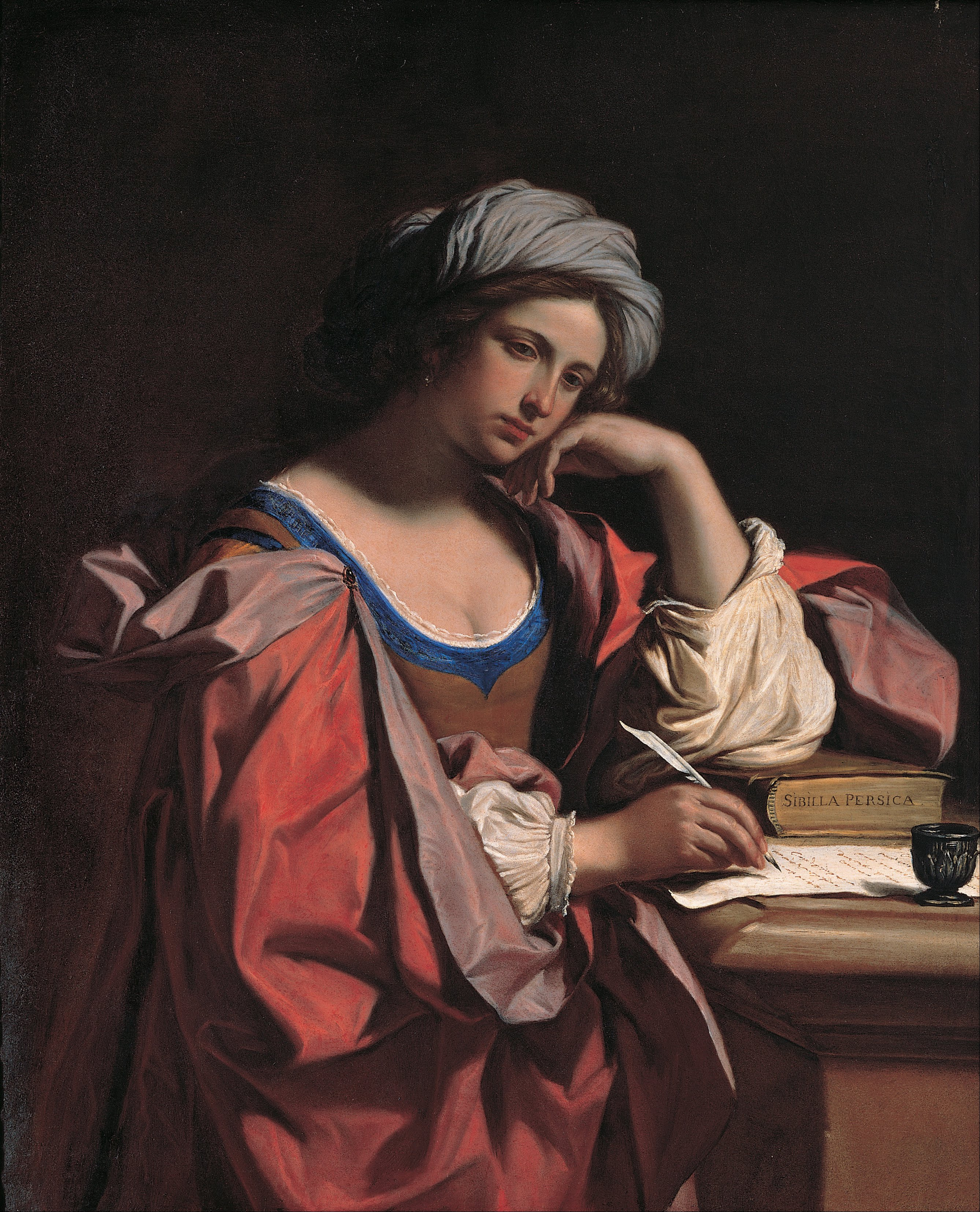
グエルチーノ『ペルシアのシビュラ』1647年-1648年 カピトリーノ美術館所蔵
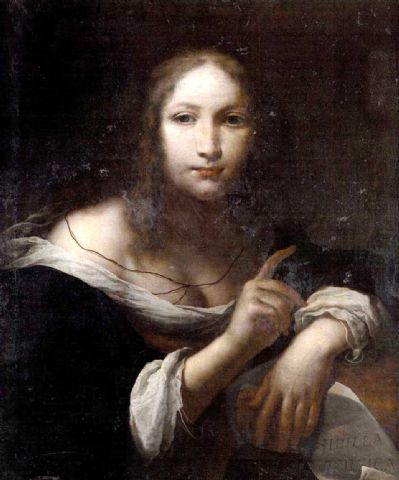
ジョヴァンニ・マルティネッリ（英語版）『ペルシアのシビュラ』17世紀 個人蔵